# Xã Big Creek, Quận Lee, Arkansas
Xã Big Creek (tiếng Anh: Big Creek Township) là một xã thuộc quận Lee, tiểu bang Arkansas, Hoa Kỳ. Năm 2010, dân số của xã này là 80 người.